# Baronia de Xaló
L'antiga Baronia de Xaló comprenia a començaments del segle xvii els llocs del Ràfol de Xaló (l'actual Xaló), Llíber i Benibrai. Amb l'expulsió dels moriscos l'any 1609, aquesta darrera alqueria ja no fou repoblada; les altres dues localitats es van recuperar demogràficament gràcies a l'arribada de colons procedents de les Illes Balears.

## L'administració de la Baronia

### Una única universitat
La situació administrativa de la Baronia de Xaló després del repoblament era la de dos pobles que conformaven una única universitat (o ajuntament, en la terminologia actual). Aquesta circumstància que Xaló i Llíber hagueren de compartir l'administració local va obligar a un repartiment de càrrecs que havia d'ajustar-se al següent esquema: d'una banda, al Ràfol hi hauria un justícia, un lloctinent del justícia, un mostassaf i un jurat en cap i, d'altra, a Llíber es nomenaria un jurat i un justícia propis; el Ràfol disposaria d'un Consell Particular mentre que Llíber només participaria en el Consell General.

### La creació d'un almodí comú
La Concòrdia de 1632 imposava l'obligació d'edificar una casa que serviria per a dipositar i vendre-hi el blat i la farina. Aquest tipus de magatzem rebia al segle xvii el nom d'almodí (o almudí), que és un mot d'origen àrab. L'almodí donaria servei a tota la universitat, però la seua seu havia de quedar establida al Ràfol de Xaló.

### Relació dels successius senyors
Els llinatges dels Íxer i dels Escrivà d'Íxer van posseir la titularitat de la Baronia de Xaló durant el segle xvii: 
- Fins al 1601- En Gonçal d'Íxer
- Del 1601 al 1608- Per la minoria d'edat d'en Pere d'Íxer, fill i hereu d'en Gonçal, és nomenada tutora n'Àngela Montagut, senyora de l'Alcúdia.
- Del 1608 al 1624- En Pere d'Íxer
- Del 1624 al 1626-Es produeix la disputa judicial entre n'Àngela i na Jerònima d'Íxer per la Baronia de Xaló
- Del 1626 al 1657- Na Jerònima d'Íxer
- Del 1657 al 1688- Onofre Vicent Escrivà d'Íxer i de Monpalau

## La composició demogràfica de la Baronia

### La situació a Xaló
El Ràfol de després de l'expulsió dels moriscos va començar sent un poble en què predominaven els colons valencians, com es pot comprovar a través de la Carta Pobla de 1611 on hi ha 19 signataris d'aquest origen sobre un total de 35; posteriorment, l'any 1646 es van invertir els termes de la proporció i els censats d'origen illenc eren una majoria del 78% de la població enfront dels valencians, que representaven el 22% restant.
En el cas de Xaló, els autors Antoni Mas i Joan-Lluís Monjo han remarcat en els seus estudis la importància del repoblament mallorquí en general i el dels colons provinents de Santa Margalida en particular, una vila amb la qual la de Xaló està agermanada des de l'any 1998.

### La situació a Llíber
A diferència del Ràfol de Xaló, Llíber comptava des del començament de la repoblació amb un predomini de l'element demogràfic illenc, procedent principalment de la vila mallorquina de Llucmajor. Aquesta circumstància ha possibilitat l'agermanament l'any 2006 de les dues localitats com a mostra de la vinculació històrica que tan íntimament les uneix.

## Alguns aspectes econòmics de la vida quotidiana

### La comercialització del blat i d'altres productes
El domini del blat s'imposava sobre la resta dels cultius de la Baronia de Xaló. De la importància que aquest cereal va arribar a tenir al segle xvii ens donen fe les anotacions de l'almodiner, és a dir, el veí que estava encarregat de custodiar i administrar les reserves comunals del gra. L'any 1626 ostentava aquest càrrec Sebastià Quecles.
Quan la collita de blat no havia estat suficient per a satisfer la demanda interna de la Baronia, necessàriament calia anar fora a buscar-ne. Aquesta circumstància es va donar el 1626, i la universitat comuna de Xaló i Llíber va comissionar un veí dit Martí Server perquè anara a la població d'Ibi a comprar-ne.
Posteriorment, l'any 1636 el Consell de la Universitat va facultar a Rafel Oliver per tal que adquirira gra de Joan Vidal, mercader de Cullera. Aquesta transacció, la recull un document redactat en llengua llatina i que, actualment, forma part dels fons de l'Arxiu Municipal de la referida localitat. La quantitat comprada va ascendir a 35 cafissos de cereal, i el preu acordat entre els contractants fou de 385 lliures. Dídac Donau, ciutadà de Cullera, i Batiste Saragossa, llaurador de Xaló, figuraven en el referit document com a testimonis. El preu s'havia de fer efectiu el dia de Sant Miquel de l'any vinent, és a dir, el 1637.
Les vendes que feia el senyor no es limitaven al blat, sinó que també tenien per objecte d'altres productes, com per exemple la pansa o les ametles. Curiosament, entre els productes retirats o venuts per en Pere d'Íxer no trobem ni l'oli ni el vi; una possible explicació al primer cas seria que l'ajustada producció d'olives no permetia la comercialització del seu oli, i pel que fa al vi, sembla lògic pensar que es destinaria únicament al consum propi.

### Compres i obligacions dels veïns
Com que al segle xvii l'economia de la Baronia de Xaló no tenia el caràcter d'autàrquica, els seus pobladors necessitaven comprar determinats béns que no manufacturaven, com per exemple les teles o les robes. Els xaloners i lliberans d'aleshores acostumaven a adquirir els referits productes de mercaders establits a Dénia, que era un important centre d'intercanvis econòmics, afavorits per la intensa activitat comercial del seu port.
Un d'aquests mercaders era en Francesc Rigaud, de nació francesa, de qui no es coneix la data exacta del seu decés, però sí que se sap que el 25 d'abril de 1649 ja havia mort, i que la seua muller, l'Anna Juliani, estava al front dels negocis del difunt. En aqueix dia, Pere Gilabert, ferrer de Xaló, va fer una compra de teles a la vídua d'en Rigaud. Un altre xaloner, Gabriel Serra, també va adquirir aquest tipus de material de la mateixa proveïdora l'any 1649, i es va comprometre a pagar per la mercaderia 4 lliures i 4 sous.
La compra d'un matxo, un ase o un rossí o fins i tot un parell de bous per a llaurar, venia a significar que el colon que els havia adquirit pensava establir-se de manera definitiva a la Baronia. Les transaccions sobre aquesta mena d'animals s'acreditaven en un document notarial, i el preu se solia diferir per acord de les parts a una data posterior quan ja s'havia arreplegat la collita anual. En els Protocols del notari Donís Cercós de l'any 1619 apareix esmentada la compravenda d'una mula, amb l'obligació dels dos adquirents -el Jaume i el Miquel Albanell- de pagar el dia de Tots els Sants la quantitat de 68 lliures, 12 sous i 10 diners.

## El finançament de les festes
La major part del capital que es recaptava al segle xvii per a les festes es destinava a pagar la celebració d'actes de caràcter religiós, com ara el Corpus Christi, la Mare de Déu d'Agost o Nadal.
L'any 1627 les autoritats d'aleshores van sufragar les despeses fetes en la compra d'oli per a una llàntia; tot i que el Llibre de Comptes dels Jurats no especifica on estava col·locada aquella, és de suposar que estaria situada a l'interior de l'església.
Algunes festes acabaven amb foc d'artifici; aquest és el cas de les que van tenir lloc el 1626, l'any en què na Jerònima d'Íxer va prendre possessió de la Baronia de Xaló. Però, aquesta no va ser l'única celebració de què ha quedat constància del llançament de coets, ben al contrari, tot sembla indicar que era una pràctica habitual a Xaló. Així ho fa pensar la següent anotació feta pels jurats de Xaló el 1627: Item, donà e pagà per pólvora junt a la que ha comprat lo jurat Pere Monserrat per a la festa del poble per 11 reals.

## Recompenses per l'abatiment de llops
Al segle xvii a la Baronia es pagaven recompenses per l'abatiment de llops; aquest no és de cap manera un fet singular de Xaló, perquè a Gandia també es gratificava l'esmentada pràctica, segons que certifica el Llibre del Racional de l'Arxiu Municipal de la capital de la Safor.
La quantia de les recompenses era variable, i anava d'un mínim de 4 sous i 10 diners, a un màxim de 10 sous per cada animal abatut:
Item, donà e pagà a Joan Monserrat 10 sous per un llop, consta ab albarà de Jaume Ferrer.
Item, donà e pagà a Joan Noguera per altre llop 10 sous.
Item, donà e pagà a uns forasters per uns llobatins 4 sous 10 diners.
Les tres anteriors anotacions corresponen a l'any 1625, i han estat extretes del Llibre de Comptes dels Jurats de Xaló.
Un tal Agustí Vallés era l'assot dels pobres llops: l'any 1626 en va matar 15, i va obtenir com a gratificació per tots la quantitat de 50 sous.

## La qüestió tributària
Al segle xvii a Xaló es pagaven els següents tributs:

### La sisa de la carn
Era un impost que gravava el consum d'aquest producte a la Baronia de Xaló. La seua aplicació, l'acredita una anotació feta l'any 1629 en el Llibre de Comptes dels Jurats, on es va fer constar aquest moviment comptable:
Item, se li fa càrrech que (h)agué y rebé per lo produhit de la sisa de la carn per 580 lliures de carn de moltó y 26 lliures de carn d'ovella a 4 diners, que valen 10 lliures, 5 sous, 4 diners.
A través de la mateixa comptabilitat, ha estat possible conéixer una curiosa situació que es va donar l'any 1626. La carnisseria havia sacrificat més animals d'allò que solia ser habitual, de tal manera que s'havia produït una oferta de carn superior a la demanda total de la Baronia. Aquesta circumstància va moure a les autoritats locals a fer unes crides per Benissa, Teulada i Calp amb la intenció de vendre en les esmentades poblacions l'excedent de carn que havien deixat de consumir els xaloners i lliberans. Els pregons que anunciaven aquesta venda van constar un sou.

### L'impost sobre la sal
Sobre l'aplicació d'aquest tribut es coneixen moltes referències documentals que acrediten la seua cobrança i, a títol d'exemple, convindria esmentar-ne dues (extretes també del Llibre de Comptes dels Jurats):
Primo, s.els admeteren descàrrech que donaren i pagaren per lo real de la sal, com consta ab àpoca rebuda per Andreu Guàrdia a 7 d'agost de 1625.
Item, donà e pagà a Steve Artés 2 lliures 10 sous per la gavella i gavellot de la sal, consta ab albarà de forma de 2 de octubre de 1626.

### El delme
L'acreditació històrica de l'aplicació d'aquest impost s'ha assolit per dues vies:
- D'una banda, per la menció expressa que en fa la Carta Pobla de 1611 en el Capítol III: (...) y lo ters delme que està propi del senyor (...) i en el VII: (...) que lo ters delme del vi se haja de pagar de la señoria aprés de veremat a despeses del hereter.

- D'altra, a través del Llibre de Batejos de l'Arxiu Parroquial, on s'esmenta com a padrí de la Vicenta-Rafela, la filla d'en Tomàs Reig, un tal Bernat Rúvio, de qui s'explica que és l'arrendador del delme de Xaló.

### La sisa o tall del drap
Es tractava d'un impost sobre els teixits que es cobrava en cada fillola, que era una mena de districte fiscal. En aquell temps Xaló i Llíber es trobaven dins l'anomenada fillola de Gandia, tal com ho explica el Llibre de Comptes dels Jurats:
Item, donà e pagà a Vicent Arenas, arrendador de la fillola del drap de la vila de Gandia, per lo avengut 11 lliures 10 sous per la paga de setembre de 1620, consta ab àpoca rebuda per Fco. Gusman, notari, a 25 de octubre de 1629.

## La carnisseria del Ràfol
La carnisseria estava situada al camí d'Alcanalí i per davant li passava la séquia que proveïa d'aigua al molí. Al costat de la carnisseria, hi havia la casa que el barber tenia llogada als jurats de Xaló. El Capítol XXIII de la Carta Pobla de 1611 es refereix expressament a aquesta instal·lació de la següent manera:
Ytem, és estat y és pactat, avengut y concordat per y entre les dites parts que lo lloch de la carnisseria haja de ser y sia públich y que nos puga matar en aquella ningun moltó ni altra res que no vaja per son peu.
Per tant, tots els animals devien entrar vius a la carnisseria, i només dins el seu recinte es podia procedir legalment a sacrificar-los. La menció que fa la Carta Pobla sobre el caràcter públic d'aquest establiment ha de ser entesa no tan sols en el sentit d'un accés general a tots els veïns, sinó també com a espai sotmés a un especial control per part de les autoritats municipals. Així mateix, cal recordar que la societat del Sis-cents era extremadament primmirada en la qualitat, el pes i la comercialització de la carn.
Sobre la qualitat, ja hem vist que l'animal destinat al sacrifici havia d'estar sa. Pel que fa al pes, com a protecció dels drets del comprador, el mostassaf tenia la responsabilitat de vetlar perquè a la carnisseria no es feren pesades fraudulentes. I, finalment, respecte de la comercialització de la carn, l'únic lloc on se'n pot oferir al públic era la carnisseria, ja que el dret de piló -és a dir, de matar, tallar, capolar i vendre l'animal- s'havia d'exercir dins aquest complex, que tenia alhora les funcions de bovalar, escorxador i expenedoria.

## Les eres de batre
Una altra regalia del segle xvii consistia en les eres de batre. La seua configuració com a dret senyorial apareix reconeguda en el Capítol VI de la Carta Pobla de 1611. La Baronia de Xaló disposava de dues o més eres en el moment en què es va signar el document referit anteriorment, però amb independència del seu nombre exacte la qüestió era que les que hi havia resultaven insuficients. Per això, tot considerant una major comoditat dels vehins y habitadors de dits llochs, el senyor es compromet a donar autorització perquè se'n facen dues més i a cedir els terrenys on s'havien d'instal·lar.
Posteriorment, en el Capbreu de 1635 es fa esment de dues eres: una situada a la partida de Benibrai i pròxima a un pou; i l'altra és la que el llaurador Jaume Vidal en la seua confessió denomina la hera de dit lloch i la situa al Pla de Xaló (que es correspon amb l'actual partida dels Planets). La relació de béns de l'església de Xaló confegida l'any 1654 n'esmenta una tercera, que estava ubicada a la partida de la Tarafa.

## Carrers i camins de Xaló l'any 1635
Un carrer i un camí són vies que amb certa freqüència se sobreposen, però cal tenir molt present que pertanyen a trames distintes: el primer a la urbana i el segon a la interurbana, i aquesta realitat dual tindrà el seu reflex en la nomenclatura viària. Un camí, quan entra en poblat, comparteix el traçat d'un carrer; per això, se li aplicaran per regla general dues denominacions: una com a carrer pròpiament i una altra que de manera necessària farà referència al lloc on porta la via en qüestió; per exemple, el carrer dels Mallorquins, a més d'aquesta denominació, té la de carrer/camí de les Hortes per la seua funció de comunicar Xaló amb el Pla de les Hortes.
Però, també es pot donar la circumstància que un carrer com a tal, és a dir, com a element específic de la trama urbana, reunisca diveros apel·latius que presenten orígens diferents: perquè hi ha un establiment o edifici públic (carrer del Forn o carrer del Molí), pel nom d'algú que hi viu o té solars (carrer del Sebastià Mestre o carrer del notari Torres) o, simplement, per alguna característica física remarcable (carrer de les Roques o carrer dels Oms).
Aquesta denominació plural fa obligatòria l'elaboració d'una taula d'equivalències que esdevindrà una eina fonamental per tal d'evitar necessàries duplicacions de carrers que, tot i tenir més d'un nom, designen al cap i a la fi una única via:
- Carrer de les Roques = Carrer/camí de Llíber = Carrer del Molí
- Carrer/camí de les Hortes = Carrer dels Mallorquins = Carrer de Sebastià Mestre
- Carrer Major = Carrer del Forn
- Carrer Nou = Carrer Alacant
- Carrer/camí del Pou de les Figueretes = Carrer de la Morera = Carrer dels Pous
- Carrer de la Parra = Carrer de Sebastià Berenguer

## Agraïments
La informació per a fer aquest article s'ha extret de l'obra La terra i la gent del Xaló repoblat, editada per la Regidoria de Cultura de l'Ajuntament de Xaló l'any 2007, i amb el permís dels seus autors.